# Гусаков, Борис Николаевич
Борис Николаевич Гусаков (5 мая 1941 — 17 сентября 2015) — советский и российский актёр.

## Биография
Родился  на Дальнем Востоке в семье учителя.
Окончил Свердловский театральный институт. В 1971 году окончил школу-студию МХАТ (курс В. К. Монюкова).
В 1971—1975 гг. — актёр МХАТ, в 1975—1989 гг. — Московского Нового драматического театра.
Умер в Москве. Похоронен в Ногинске (Московская область).

## Роли в кино

### Фильмография
- 1972 — Визит вежливости — Андрей Глебов
- 1973 — Океан — Часовников
- 1973 — Старые стены — Виктор
- 1975 — Горожане — Бондаренко
- 1975 — Родины солдат — Гарольд Чижов, старшина
- 1976 — Дни хирурга Мишкина — Валентин
- 1976 — Опровержение
- 1978 — И это всё о нём — Сухов
- 1978 — Стратегия риска — Юрченко
- 1979 — Особо опасные… — Вадим Беспалов
- 1979 — Тяжёлая вода — Юрий Алексеевич
- 1980 — Каникулы Кроша — Краснухин
- 1980 — Красное поле
- 1980 — Мир в трёх измерениях — главный инженер
- 1981 — Было у отца три сына — председатель
- 1981 — Кольцо из Амстердама — Александр Соколов
- 1981 — Сашка — майор
- 1981 — Синдикат-2 — Исков
- 1981 — Через Гоби и Хинган — эпизод
- 1982 — Год активного солнца
- 1982 — Смерть на взлёте — Жарков
- 1983 — Взятка — председатель исполкома
- 1983 — Среди тысячи дорог — Вадим
- 1983 — Тепло родного дома — Закревский
- 1984 — Пока не выпал снег… — Семён Скороходов
- 1984 — Потерялся слон — отец Егорки
- 1984 — Рыцари чёрного озера — Василий
- 1985 — Битва за Москву — Устинов
- 1986 — Путь к себе — директор института
- 1989 — Ночь на размышление
- 1990 — Рогоносец — приятель любовника
- 1993 — Территория — майор Ганичев
- 1998 — Развязка петербургских тайн — Колыванов